# Dansk Matematisk Forening
Dansk Matematisk Forening (indtil 1952: Matematisk Forening) er en af de ældste faglige foreninger i verden oprettet for at dyrke fællesskabet omkring matematik til gensidig berigelse for medlemmerne.
Foreningen blev grundlagt i København 8. oktober 1873 med de berømte danske matematikere Julius Petersen, Hieronymus Georg Zeuthen og T.N. Thiele blandt stifterne og ledere af foreningen i de første år. Dansk Matematisk Forening har som formål at virke til gavn for den matematiske forskning og den matematiske undervisning.
Dansk Matematisk Forening er tilknyttet European Mathematical Society og har i dag omkring 300 medlemmer.

## Bestyrelser og formænd
Der findes ikke bevaret kildemateriale fra foreningens tidlige år, og det er ikke muligt at sætte navn på foreningens formænd før 1892. Derimod kendes de første bestyrelsers sammensætning:
- 1873-1874: Julius Petersen, T.N. Thiele, H.G. Zeuthen
- 1874-1875: H.G. Zeuthen, T.N. Thiele, V.H.O. Madsen
- 1875-1876: Christian Christiansen, P.C.V. Hansen, Hans Schjellerup
- 1876-1877: Christian Christiansen, P.C.V. Hansen, T.N. Thiele
- 1877-1880: Christian Christiansen, Frederik Bing, J.P. Gram
- 1880-1882: Julius Petersen, Christian Christiansen, Christian Crone
- 1882-1884: T.N. Thiele, Christian Christiansen, Herman Valentiner
- 1884-1885: Christian Christiansen, Herman Valentiner, Christian Juel

Fra 1885 til 1892, som Crone betegner som foreningens "mørke Middelalder", er de skriftligt tilgængelige oplysninger meget få. På basis af personlige erindringer og samtaler med samtidige har Crone dog med en vis sikkerhed kunnet identficere enkelte af medlemmerne i de følgende bestyrelser:
- 1885-1887: Christian Juel
- 1885-18??: Herman Valentiner
- 1885-1890: S.A. Christensen
- 1890-18??: P.T. Foldberg
- 1891-1892: Ferdinand Barmwater
- 1891-1892: Poul Heegaard

### Formænd
- 1892-1903: J.L.W.V. Jensen
- 1903-1910: V.H.O. Madsen
- 1910-1917: Niels Nielsen
- 1917-1926: Johannes Mollerup
- 1926-1929: Harald Bohr
- 1930-1936: J.F. Steffensen
- 1936-1951: Harald Bohr (igen)
- 1951-1954: Frederik Fabricius-Bjerre
- 1954-1958: Børge Jessen
- 1958-1962: Werner Fenchel
- 1962-1966: Hans Tornehave
- 1966-1970: Erik Sparre Andersen
- 1970-1974: Flemming Damhus Pedersen
- 1974-1978: Gert Kjærgård Pedersen
- 1978-1982: Flemming Topsøe
- 1982-1986: Mogens Flensted-Jensen
- 1986-1990: Lars-Erik Lundberg
- 1990-1994: Kjeld Bagger Laursen
- 1994-1998: Christian Berg
- 1998-2002: Bodil Branner
- 2002-2006: Johan Peder Hansen
- 2006-2008: Søren Eilers
- 2008-2012: Vagn Lundsgaard Hansen
- 2012-2016: Bjarne Toft
- 2016-........: Steen Thorbjørnsen

## Æresmedlemmer
Denne liste er ufuldstændig; hjælp gerne med at udfylde den.
- 1909: T.N. Thiele, H.G. Zeuthen og Julius Petersen
- 1913: V.H.O. Madsen
- 1925: Christian Crone og Christian Juel
- 1943: Johannes Hjelmslev
- 1948: J.F. Steffensen
- 1955: N.E. Nørlund
- 1973: Frederik Fabricius-Bjerre og Werner Fenchel
- 1977: Børge Jessen
- 1985: Hans Tornehave
- 1995: Bent Fuglede
- 2008: Bodil Branner